# Juan José Gallego Pérez
Juan José Gallego Pérez (3 de març de 1903-?) va ser un militar espanyol.

## Biografia
Nascut en Somontín (Almeria) el 1903, va fer la carrera militar i va arribar a pertànyer a la maçoneria.
Durant el període de la Segona República es va afiliar a la Unió Militar Republicana Antifeixista (UMRA). El juliol del 1936, quan es va produir l'esclat de la Guerra civil, ostentava el rang de sergent d'enginyers i estava destinat en el 2n Regiment de Ferrocarrils, a Leganés. Es va mantenir fidel a la República i acabaria integrant-se en el nou Exèrcit Popular de la República. Durant la contesa va arribar a aconseguir el grau de tinent coronel. Va manar un dels batallons de la 2a Brigada Mixta, i en la primavera de 1937 va ser nomenat cap de la brigada després de la defunció en combat del seu anterior comandant, Jesús Martínez de Aragón. Al desembre de 1937 va passar a manar la 69a Divisió. Va ascendir al rang de tinent coronel al maig de 1938.
Al març de 1939 el coronel Casado el va nomenar comandant del I Cos d'Exèrcit, en substitució del coronel Luis Barceló.
Al final de la contesa va ser capturat pels franquistes, que el van jutjar i li van condemnar a 20 anys de reclusió No obstant això, gràcies als avals d'altres militars, el 1944 va aconseguir sortir de presó en llibertat vigilada.